# Sellia Marina
Sellia Marina est une commune italienne de la province de Catanzaro, dans la région Calabre.

## Histoire

### Création
La création de Sellia Marina remonte au 13 décembre 1956 date à laquelle elle fut fondée sur le territoire appartenant anciennement aux communes de Sellia, Soveria Simeri, Magisano, Albi, Sersale et Cropani.

## Administration
| Période                                  | Période | Identité | Étiquette | Qualité |
| ---------------------------------------- | ------- | -------- | --------- | ------- |
|                                          |         |          |           |         |
| Les données manquantes sont à compléter. |         |          |           |         |

### Communes limitrophes
Cropani, Sersale, Simeri Crichi, Soveria Simeri, Zagarise